# المربع (محافظة المذنب)
المربع هو مركزٌ سعوديٌ تابعٌ لمحافظة المذنب التابعة لمنطقة القصيم، في المملكة العربية السعودية. المركز من الفئة (ب)، ورمزه 1782 حسب دليل الترميز الموحد للمناطق الإدارية بالمملكة العربية السعودية.
وقد أغار الإمام عبد العزيز بن محمد آل سعود على فرقة من عربان اليمن وأخذهم على ماء المربع وذلك في عام 1181 هـ. وقع في المربع  مناخ عظيم في عام 1249 هـ بين مطير وحلفائهم بنو سالم من حرب وبين قبيلة عنزة وحلفائها، وقد دامت الحرب بينهما 40 يوما. بدأ عمران هذه القرية في عام 1336 هـ. يصب في روضة المربع  شعيب أبو عاذر الذي يصب بالقرب من مجمع هلا الزراعي وشعيب معيرضة الذي يصل إلى معيرض وشعيب الدالوبي.